# Oumouk tangou
Oumouk tangou ou Omek tannou est une ancienne tradition tunisienne d'invocation de la pluie qui semble héritée de la tradition punique, et relève de l'ancien culte de la déesse punique Tanit (Tinit, Tannou ou Tangou). Elle a pratiquement disparu de nos jours.
Elle se manifeste sous la forme d'une statuette de femme semblable aux poupées des fillettes. Les enfants la promènent entre les maisons lors d'une sécheresse en chantant « Oumouk tango, ô femmes, demande à Dieu de faire pleuvoir » (arabe : أمك يا نساء طلبت ربي عالشتاء). Ce chant varie selon les régions car le terme chta ne désigne la pluie que dans certaines cités urbaines. Chaque maîtresse de maison verse alors un peu d'eau sur la statuette en espérant que cela amènera la pluie.
Dans certaines cités rurales, on utilise un bâton, au lieu de la poupée, auquel chaque femme attache un morceau de vêtement et donne un peu d'orge aux enfants qui s'en vont chanter « Bouktambou ― déformation d'Oumouk tangou ― donne‑nous de l'orge, ton récipient sera rempli à partir des sources d'eau » (يا بو قطمبو أعطينا شعير يملا قدحكم مالغدير).